# St. Andrews (Nuovo Brunswick)
St. Andrews è un comune del Canada, situato nella provincia del Nuovo Brunswick, capoluogo della contea di Charlotte